# Ворлд спајдер каталог
World Spider Catalog (Светски каталог паука), скраћено WSC, онлајн је претражива база података која се бави таксономијом паука. Циљ јој је забележити све признате породице, родове и врсте овог реда, те омогућити приступ повезаној таксономској литератури.

## Историја
WSC је покренут 2000. године као серија индивидуалних веб-страница, које је направио амерички арахнолог Норман Ајра Платник са Америчког природословног музеја (енгл. American Museum of Natural History, AMNH). Када се Платник пензионисао 2014. године, Природословни музеј у Берну (Швајцарска) преузео је каталог, претворивши га након тога у релациону базу података.
Децембра 2016. године WSC је имао 46.384 евидентиране признате врсте.

## Значај
Ред Araneae (пауци) седми је највећи од свих редова узимајући у обзир број врста. Постојање Светског каталога паука чини пауке највећим таксоном са онлајн евиденцијом која се редовно ажурира. Сајт се описује као „исцрпан извор” који је „промовисао ригорозну ученост и појачао продуктивност” на пољу таксономије паука.